# Úřednická vláda
Jako úřednická vláda se označuje vláda, která není založená primárně na rozdělení moci mezi relevantními politickými silami, ale zasedají v ní spíš nestraničtí odborníci na příslušné rezorty; obvykle bývá pouze dočasná, určená k překlenutí období do vzniku další plnohodnotné vlády. Obvyklá je v nestabilních dobách jako například po válce, nebo v ještě nevyspělých, vznikajících demokraciích. Často ji dosazuje vládnoucí nebo reprezentativní hlava státu.
V počínajících, ještě ne zcela vyvinutých demokraciích může být úřednická vláda dosazována po vyslovení nedůvěry parlamentem, nebo po odstoupení vlády nebo jejích klíčových činitelů.[zdroj?]
Ve poměrných volebních systémech s častou potřebou tvořit koalice k vytvoření většiny úřednická vláda nastupuje v dobách koaličních krizí, tedy v dobách změn zájmů koaličních partnerů.[zdroj?]

## Úřednické vlády za první republiky
Podle československé ústavy z roku 1920 prezident Masaryk jmenoval vládu bez formálního podmínění parlamentem. Vláda totiž sice mohla požádat o důvěru poslanecké sněmovny, ale zároveň tak za celou dobu svého působení učinit nemusela (sněmovna naopak mohla sama vládě vyslovit nedůvěru, k čemuž však nikdy nedošlo). Možnost „úřednického“ kabinetu se naskýtala tehdy, pokud by sněmovna zamítla žádost vlády o vyslovění důvěry nebo pokud by sama vládě vyslovila nedůvěru. Poté by vláda podle § 78 ústavy musela podat demisi do rukou prezidenta, který by následně určil, kdo „vede vládní věci, pokud nová vláda nebude ustavena“. Namísto vrcholných politiků pak tvořili vládu vesměs vysocí úředníci a jiní státní zaměstnanci (např. univerzitní učitelé), proto se pro takové vlády jmenované po pádu vlády předchozí vžilo označení „úřednická“. Jejich „nezávislost“ na parlamentních politických stranách byla ovšem jen iluzorní – všechny členy úřednické vlády navrhovali a schválili vůdci nejsilnějších politických stran, kteří se takto vyhýbali přímé politické zodpovědnosti po dobu krize.
- září 1920–1921 první úřednická vláda po pádu Tusarovy vlády kvůli rozštěpení vládnoucích sociálních demokratů, z jejichž radikální levice vznikla v květnu 1921 Komunistická strana Československa
- 1926 druhá úřednická vláda po odchodu sociálních demokratů a národních socialistů z vlády vedené agrárníkem Švehlou

Obě tyto úřednické vlády vedl Jan Černý, tehdy zemský prezident na Moravě a ministr vnitra několika následujících vlád.
- 22. září – prosinec 1938 tzv. Vláda obrany republiky nastoupila po vládě Milana Hodži, která podala demisi po všeobecných protestech proti jejímu souhlasu s odstoupením pohraničí Německu. Úřednická vláda generála Syrového sice mobilizovala armádu, ale nakonec stejně Německu pohraničí odstoupila.

## Česká republika a úřednická vláda
Ústava České republiky na rozdíl od prvorepublikové neumožňuje vznik vlády, která by nemusela žádat o důvěru Poslaneckou sněmovnu; každá vláda bez ohledu na okolnosti musí vzniknout týmž procesem, což se někdy uvádí jako argument proti označení úřednická vláda. Ústava tak ovšem nezakládá ani opodstatnění pro jiná používaná označení vláda odborníků, přechodná či překlenovací vláda.
Jako úřednická vláda se v české politice označuje vláda míněná jako dočasná s mandátem omezeným zejména předčasnými volbami, do níž politické strany na základě široké dohody dosavadních oponentů navrhují především nestraníky. Strany, které dojednají složení takové vlády a vysloví jí důvěru, nebývají chápány jako běžná koalice. Například Asociace krajů České republiky při povolebním patu vyzvala 6. října 2006 prezidenta Klause a nekomunistické strany, „aby umožnily vznik vlády úřednické, která dovede ČR v co nejkratším čase k předčasným volbám (…) pokud tedy není možné sestavit vládu politickou.“ Její předseda Petr Bendl pojem vysvětlil: „To, že jsme tomu dali název úřednická, tak jsme tím chtěli odlišit to, že zkrátka nebude mít ten silný politický mandát.“
Historik a komentátor Českého rozhlasu Petr Nováček před hlasováním o nedůvěře Topolánkově vládě řekl: „Úřednická vláda vzniknout nemůže – to je nesmysl, který mohou tvrdit pouze ti, kteří málo znají dějiny české politické demokracie“. Odůvodnil to oporou úřednických vlád v prvorepublikové úpravě: „To není náš případ, to nepřipadá u nás v úvahu a nic ani o nějaké úřednické vládě v ústavě nenajdete. To, co by u nás mohlo být, by si mohlo říkat jenom vláda odbornická nebo polopolitická, viz vláda Tošovského.“
Vlády ČR někdy označované jako úřednické
1. 1998: vláda Josefa Tošovského po demisi druhé Klausovy vlády na podzim 1997. Bývá také označována jako polopolitická,[6] neboť v ní byly zastoupeny KDU-ČSL (jejíž předseda Josef Lux byl jednáním o její sestavení pověřen) a ODA; politolog Josef Mlejnek o ní s tímto odůvodněním píše „rozhodně nebyla úřednická.“[7] Vláda získala důvěru 123 hlasy: ČSSD, US odštěpené z klubu ODS, KDU-ČSL, většiny ODA a části ODS.[8]
2. 2009–2010: vláda Jana Fischera sestavovaná po vyjádření nedůvěry trojkoaliční Topolánkově vládě 24. března 2009
3. 2013–2014: vláda Jiřího Rusnoka, jmenována 10. července 2013, když nahradila Nečasův kabinet, jehož pád způsobila tzv. kauza Nagyová[9]